# 犬塚俊輔
犬塚俊輔（いぬづか しゅんすけ、1991年2月27日 - ）は、日本の俳優。福岡県出身。ラッキーリバー所属。
旧芸名は藤井俊輔（ふじい しゅんすけ）。

## 来歴・人物
福岡県北九州市八幡西区出身。中学2年生の時、文化祭での演劇で初めて演技に触れ、役者に憧れる。14歳の時、福岡市で行われた、サンミュージックアカデミーのオーディションを受け、合格するが、母親に事後報告をし、許可を得る事ができず、断念。高校を卒業するまでサッカーを続ける。18歳の時、福岡大学へ進学。同時期に福岡のモデル事務所オフィスノアールに所属し、事務所内の劇団の旗揚げ公演で初舞台を踏む。2012年、北九州芸術劇場プロデュース公演 柴幸男 演出「テトラポット」に出演、上京するきっかけとなる。
血液型はB型。特技はサッカー、和太鼓。

## 出演

### 映画
- ハードロマンチッカー（2011年11月26日、グ・スーヨン監督）
- 俺はまだ本気出してないだけ （2013年6月15日、福田雄一監督）
- 人類資金 （2013年10月19日、阪本順治監督）
- 魔女の宅急便 （2014年3月1日、清水崇監督）
- オシャレ番外地 （2014年3月8日、高谷昴佑監督）
- 過激派オペラ （2016年10月1日、江本純子監督）
- 忍びの国 （2017年7月1日、中村義洋監督）
- 3D彼女リアルガール （2018年9月14日、英勉監督）

### ドラマ
- 連続ドラマW 「荒地の恋」
- アイアングランマ 第4話　谷津役
- 三匹のおっさん 第8話
- 増山超能力師事務所

### 舞台
- 劇団ルアーノデルモーズ旗揚げ公演　「ボスがイエスマン」作・演出 川口大樹
- 北九州芸術劇場プロデュース公演 「テトラポット」作・演出 柴幸男
- 劇団ルアーノデルモーズ第2回公演 「ひとんちで騒ぐな」 作・演出 川口大樹
- VOATアクターズスタジオ公演 「大きな虹のあとで〜不動四兄弟〜」 演出 秦秀明
- 角角ストロガのフ第9回公演 「ディストピア」 作・演出 角田ルミ
- くまでん舎 「サギ娘」 作・演出 中島淳彦
- 角角ストロガのフ第10回公演 「時刑」 作・演出 角田ルミ
- 劇団道学先生　「あつ苦しい兄弟〜港のふたり編〜」 作・演出 中島淳彦
- 角角ストロガのフ第11回公演 「エイプリル」 作・演出 角田ルミ
- 劇団K助 オムニー7